# Загублена кімната
«Загу́блена кімна́та» (англ. The Lost Room) — телевізійний мінісеріал американського виробництва, що вперше транслювався на каналі Sci Fi Channel з 11 до 13 грудня 2006 року. Сюжет обертається навколо певної таємничої Кімнати невідомого мотелю і біля сотні Предметів з неї, які наділені надзвичайними можливостями. Головний герой серіалу поліцейський Джо Міллер розшукує ці Предмети, аби врятувати свою доньку Енн, яка зникла в Кімнаті. Колись звичайна кімната мотелю 1960-х років, розташована на звичайному американському шосе номер 66, загублена Кімната тепер перебуває поза нашим часом та простором.

## Сюжет
Детектив Джо Міллер разом зі своїм напарником розслідують випадок жорстокої розправи в ломбарді, що належить бізнесмену Карлу Кройцфельду. Скоро після цього до рук детектива потрапляє таємничий ключ від мотельної кімнати, що існувала в 60 рр. хх ст.. Стає відомим, що кривава суперечка в ломбарді трапилася як раз через цей ключ. Більш того, він спроможний відкрити будь-які двері, що мають підходящий замок. Також ключ щоразу відкриває «фантомну» кімнату, коли його використовують, через яку власник ключа може подорожувати світом. Саме через це мафія, секретні общини та сектанти, і навіть впливові бізнесмени хочуть володіти цим ключем. Тим паче, що він насправді є одним з більш, ніж сотні так званих «Предметів», що мають містичну силу, і коли донька головного героя випадково опиняється всередині «кімнати» без ключа и зникає там, Джо доведеться не тільки знайти та повернути її «з полону предметів», а й пізнати їх історію…

## Дійові особи
- Поліцейський Джо Міллер (Пітер Краузе) — піттсбурзький слідчий, який дізнається про існування Кімнати. Коли його донька зникає всередині Кімнати, Джо за допомогою Ключа розпочинає пошуки різних Предметів, що можуть йому допомогти повернути її.
- Енн Міллер (Ель Феннінг) — восьмирічна донька Джо. Для всіх її зникнення виглядає як спроба Джо забрати доньку у колишньої дружини Ваннеси (на екрані не з'являється).
- Поліцейський Лю Дестефано (Кріс Бауер) — напарник Джо Міллера, якого звинувачують у його вбивстві.
- Співробітниця поліції Лі Бриджвотер (Ейпріл Грейс) — подруга Джо по відділку. Під час розслідування справи Джо, вона натрапляє на Кімнату та Предмети.
- Доктор Мартін Рубер (Денніс Крістофер) — судовий експерт, який працював з Джо і дізнався про незвичайну дію Предметів. Він стає одержимий ідеєю заволодіти Ключем; не зупиняється і перед вбивством. Керований пристрасним бажанням, Мартін Рубер приєднується до Ордену Возз'єднання, одного з угруповань навколо факту існування Кімнати, члени якого вірять, що Предмети є частинами бога і зібрані разом дозволять спілкуватися з ним. В останній серії Рубер бере собі в голову, що став пророком Предметів, розглядаючи один з них (фотокартку).
- Дженіфер Блум (Джуліанна Маргуліс) — головна героїня. Член Легіону, ще одного угруповання навколо Кімнати, яке прагне сховати Предмети, щоб захистити людство. Дженіфер прагне попередити Джо про небезпеки, притаманні Кімнаті і Предметам з неї. Її брат Дрю збожеволів від Предметів, а Дженіфер переконана, що це спричинило щось в Кімнаті.
- Карл Кройцфельд (Кевін Поллак) — заможний збирач Предметів, колишній член Легіону. Він є власником мережі хімчисток та ломбардів, які використовує для колекціонування Предметів. Кройфельд прагне роздобути Скляне Око, могутній Предмет, який може допомогти вилікувати від лейкемії його сина Айзека. Виступає ситуативно як ворогом, так і союзником Джо.
- Ентоні (Джейсон Дуґлас) — кремезний охоронець, найманий вбивця і керівник служби безпеки Кройцфельда..
- Воллі Джабровські (Пітер Якобсон) — волоцюга, власник Квитка на автобус, Предмета, здатного переміщати людей на автобусну зупинку біля мотелю. Добре обізнаний про Предмети та їхню історію.
- Гарольд Стрицьке (Юен Бремнер) — нещасний вуаєрист, параноїк, якому від тітки дістався Гребінець. За допомогою цього Предмета можна зупиняти час на кілька секунд. За цим Предметом полює Орден.
- Говард «Ховрах» Монтеґю (Роджер Барт) — колишній професор філософії, який став кримінальним злочинцем. Він одержимий збиранням Предметів, встановленням зв'язку між ними та вірою у те, що існує Головний Предмет.
- Мілтон Ренґ (Кріс Маккарті) — колишній член угруповання, єдина людина, що вижила після застосування Олівця, що спалює. Він розповідає Мартину Руберу про Предмети та шукачів.
- Сюзі Канґ (Марґарет Чо) — груба продавчиня інформації про перебування Предметів, що постійно курить. Вона ніколи не торкається жодного, бо вірть в те, що вони приносять нещастя. Веде свій бізнес у приміщенні пральні своєї матері.
- Суд (Джейсон Антун) — дрібний продавець з Лос-Анджелеса всього, що стосується предметів, але ніколи самих Предметів.
- Пуміт (Хьюго Перес) — прислужник та охоронець Суда.
- Пожилець, колись Едді Макклейстер (Тім Гуїні) — Пожилець випав з часу і простору під час Події, яка створила Кімнату, і став одним з предметів. Про нього не пам'ятає ніхто, навіть його дружина. Джо Міллер знаходить Едді у лікарні, де той перебуває під іменем Джон Доу.

## Головні елементи сюжету

### Кімната
Загублена Кімната це ніколи неіснуюча кімната під номером 10 в занедбаному готелі Саншайн поблизу містечка Ґаллап в Нью-Мексико. 4 травня 1961 року, о 13:20:44, на місці кімнати сталася таємнича Подія, або Інцидент, яка витерла її з усім вмістом з нашої реальності. Ця Подія спричинила появу Кімнати та Предметів, які набули незвичайні властивості. Вважається, що до Події мотель мав десять кімнат. Один з предметів — засвічена фотографія від Полароїда — дозволяє побачити на тому місці, де Кімната містилася, всі речі такими, яким вони були у мить Події.
До Кімнати можна потрапити тільки за допомогою Ключа. Ключ відчиняє будь-які двері з поворотним замком будь-де у світі, прочиняючи вхід до Кімнати, незалежно від того, куди та веде насправді. Власник Ключа з Кімнати може потрапити у будь-яке місце з дверима, яке собі може уявити. Якщо не уявляти, двері з Кімнати можуть відчинитися довільно. Таким чином власник Ключа може мандрувати по світу. Двері без замка можуть слугувати тільки для виходу з кімнати, але не для входу, як і розсувні двері не можуть бути використані в будь-якому напрямі.
Кімната змінюється до початкового стану за виключенням вилучених з неї Предметів щоразу, коли двері зачиняються. Тому власник Ключа може приводити людей до Кімнати, випускати їх, виходити разом з ними, але те, що залишається в Кімнаті, коли власник Ключа виходить з неї, речі та люди, зникають. Якщо залишити в Кімнаті один з Предметів, то після повернення він повертається на те місце, де знаходився під час Події (Олівець повертається на комод, Гребінець до ванної кімнати тощо). Цю особливість можна використовувати для того, щоб розпізнати фальшиві Предмети.
Предмети втрачають свої незвичні властивості всередині кімнати і можуть бути знищені. Проте, як стверджував Пожилець, новий Предмет має заступити його місце за законом збереження Предметів. Невідомо, чи матиме новий Предмет ті самі якості. Пожилець стверджував, що існує незліченна кількість Кімнат, тому все, що залишається в Кімнаті не зникає, а знаходиться в одній з них. Коли власник ключа залишає Кімнату, вони зливається в одну, це дозволяє Пожильцеві, єдиному Предмету, який має здатність свідомо діяти, знайти будь-що, загублене в Кімнаті, тільки для цього має точно уявляти, що шукає.

### Подія
Те, що сталося під час утворення загубленої Кімнати називають скорочено Подією. Вона сталася 4 травня 1961 року, о 13:20:44, стерши звичайну кімнату мотелю в Нью-Мексико з усім її вмістом  з історії. Причина цього, як і кінцеве призначення Предметів залишається таємницею. Навіть Пожилець не знає відповіді. Дійові люди притримуються двох основних теорій, що пояснюють причину.
Одне угруповання під назвою Орден Возз'єднання вірить, що Предмети є частками бога (іноді видається, що бог помер чи був кимось убитий). Тому з’єднання їх дозволить спілкуватися з богом, або за іншою, радикальнішою версією, дозволить людині стати самим богом, або надасть надприродні здібності. Мартін Рубер увірував в цю теорію, коли помирав від обезводнення в пустелі, розглядаючи Фотокартку, і проголосив себе пророком Предметів. Однак Пожилець, на якого Рубер при цьому покликався, натомість розказав, що не знає про те, що сталося. Одним з джерел вірувань ордену є Колода карт, яка дає тим, на кому була використана, видіння про події у Кімнаті.
Інший (загалом не суперечливий) погляд на явище передбачає, що реальність була розірвана в місці появи Кімнати. Це і призвело до набуття Предметами надзвичайних властивостей. Варто тільки поєднати Предмети в Кімнаті, як той, хто це зробить, набуде контролю над реальністю. Ця теорія вимагає від збирача розуміння дії Предметів. Через те, що Предмети всього лише інструменти, від користувача вимагається знання їхніх паранормальних функцій.

### Предмети
Предмети є потужними артефактами. Всього понад близько 100 побутових речей, які можна було знайти в звичайному номері мотелю 1960-х років перетворилися на Предмети. Всі вони незнищенні за межами Кімнати, і мають різноманітні надприродні властивості. Предмети не діють всередині Кімнати. Коли Предмет знищується в Кімнаті, інший має зайняти його місце. При цьому невідомо, чи збережуться властивості, чи не з’являться інші. Різні угруповання переконані в тому, що володіння Предметами впливає негативно на власника, руйнуючи його долю та карму. Всі Предмети якимось чином зв’язані один з одним, що виявляється в постійному перетинанні власників. В різні періоди часу всі Предмети, за винятком Пожильця, перетиналися.

### Угруповання
Багато шукачів Предметів об'єднані в угруповання, відомі як ордени чи союзи.  Тривають війни між збирачами. Згадано принаймні три угруповання.
КолекціонериПочаткова група шукачів Предметів, що утворилася невдовзі після Події. Під керівництвом Арлен Конрой, колишньої менеджерки мотелю Саншайн, багато колекціонерів загинули або збожеволіли під час проведення досліду над Предметами у кімнаті №9 в 1966 році. Ті, хто вижив, сховали найпотужніші Предмети у місці, що називається Склепіння, що знаходиться у підвалах занедбаної в'язниці, і куди не потрапити без інших Предметів.
ЛегіонУгруповання, що має на меті зібрати всі Предмети і зупинити їхній руйнівний вплив. Учасники угруповання мають певні правила, зокрема, не вбивають заради Предметів, хоча їх іноді порушують.
Орден Возз'єднанняВідомий також як Орбен або Нова релігія.  Вони вірять у те, що Предмети є частинами тіла божого і мають бути знову поєднані. Їм видається, що таким чином можна буде спілкуватися з богом. Радикальніші члени секти вірять у те, що той, хто збере Предмети, сам стане богом, або набуде божественної сили. На відміну від Легіону, Орден не зупиняється перед убивством.

## Епізоди
| №  | Назва | Вперше в ефірі                                       |
| -- | --- | ---------------------------------------------------- |
| 01 | Ключ та Годинник Джо Міллер дізнається про Ключ та інші Предмети.                                                                                | 11 грудня 2006 (в українському ефірі 5 січня 2009)   |
| 02 | Гребінець та Коробка Загубивши в Кімнаті доньку, Джо Міллер починає розшукувати Головний Предмет, за допомогою якого сподівається повернути Енн. | 12 грудня 2006 (в українському ефірі 5 січня 2009)   |
| 03 | Око та Головний Предмет Дізнавшись про існування Пожильця, Джо розшукує його, щоб розпитати.                                                     | 13 грудня 2006 (в українському ефірі 5-6 січня 2009) |

## Міжнародна трансляція
| Країна          | Канал ТБ        | Прем’єра          | Кінець             |
| --------------- | --------------- | ----------------- | ------------------ |
| США             | Sci Fi Channel  | 11 грудня 2006    | 13 грудня 2006     |
| Україна         | Новий канал, К1 | 5 січня 2009      | 6 січня 2009, 2010 |
| Канада          | Space           | 11 грудня 2006    | 13 грудня 2006     |
| Велика Британія | Sky One         | 24 січня 2007     |                    |
| Туреччина       | MyMax           | 24 березня 2007   | 8 квітня 2007      |
| Польща          | AXN             | 25 березня 2007   |                    |
| Польща          | TVP1            | 13 грудня 2007    | 27 грудня 2007     |
| Болгарія        | AXN             | 25 березня 2007   |                    |
| Румунія         | AXN             | 25 березня 2007   |                    |
| Чехія           | AXN             | 25 березня 2007   |                    |
| Угорщина        | AXN             | 30 березня 2007   | 13 квітня 2007     |
| Ізраїль         | Yes-2           | 5 квітня 2007     | 7 квітня 2007      |
| Іспанія         | Cuatro          | 29 квітня 2007    | 20 травня 2007     |
| Італія          | FOX             | 3 грудня 2008     | 17 грудня 2008     |
| Індія           | Star Movies     | 4 серпня 2007     |                    |
| Португалія      | FOX             | 5 серпня 2008     |                    |
| Азія            | Star World      | 19 серпня 2007    | 2 вересня 2007     |
| Південня Африка | DStv            | 21 вересня 2007   |                    |
| Франція         | M6              | 22 вересня 2007   | 29 вересня 2007    |
| Росія           | TB 3            | 26 вересня 2007   | 28 вересня 2007    |
| Нова Зеландія   | Prime TV        | 27 вересня 2007   | 1 вересня 2007     |
| Аргентина       | CityVibe        | 15 листопада 2007 | 20 листопада 2007  |
| Бельгія         | Prime           | 12 грудня 2007    | 26 грудня 2007     |
| ОАЕ             | Dubai One       | 16 січня 2008     |                    |
| Австралія       | Showcase        | 2 березня 2008    | 16 березня 2008    |
| Таїланд         | Star Movies     | 12 березня 2008   |                    |
| Німеччина       | RTL II          | 4 квітня 2008     | 5 квітня 2008      |
| Бразилія        | GNT             | 8 травня 2008     |                    |
| Сербія          | Fox televizija  | 19 червня 2008    | 3 липня 2008       |
| Греція          | Alpha           | 25 серпня 2008    |                    |
| Швеція          | TV6             | 17 жовтня 2008    | 21 листопада 2008  |
| Фінляндія       | Nelonen         | 13 листопада 2008 | 18 грудня 2008     |
| Норвегія        | Viasat 4        | 24 листопада 2008 | 29 листопада 2008  |